# Ана Атанасковић
Ана Атанасковић (Крушевац, 27. новембар 1973) српска је књижевница, књижевна новинарка и филолошкиња.

## Биографија
Рођена је у Крушевцу 1973. године. Дипломирала је енглески језик и књижевност на Филолошком факултету Универзитета у Београду. Своју прву књигу Београдске мајске приче објавила је 2006. године за Књижевну омладину Србије.
Године 2007. објављује роман Дует душа где говори о младом момку из провинције који долази на двор Александра Обреновића и Драге Машин. Јелена Анжујска је трећа књига Ане Атанасковић. Говори о одрастању, удаји и животу француске принцезе и српске краљице Јелене Анжујске. У књизи се могу пронаћи мање познати историјски подаци везани за тај период српске државе. На позив Срба из дијаспоре, 2010. године одржала је и промоцију своје књиге у САД. На „Теслиним данима 2010.“ у организацији „The Tesla Science Foundation“ из Филаделфије одржала је предавање „Тесла и жене“.
Године 2013. објављује роман Моја љубав Никола Тесла који говори о животу Катарине Џонсон, супруге Роберта Андервуда Џонсона великог пријатеља Николе Тесле. Катарина Џонсон је у роману описана као жена која се највише приближила Николи Тесли и која је била његов духовни сапутник, што је поткрепљено чињеницама.
2017. године објавила је збирку прича Београд је љубав. То је наставак прича у Београду у којима су спојени историја, свакодневница, емоције и животна искуства. 2019. године објавила је роман Краљица јоргована који је допуњено издање њеног романа Јелена Анжујска. 2020. године објавила је роман Даворјанка Пауновић који је издао Blic.То је роман о Даворјанки Пауновић, комунисткињи која је била велика љубав и лична секретарица Јосипа Броза Тита. Године 2021. у издању Лагуне објављено је прерађено издање романа Моја љубав Никола Тесла.
Године 2024. у издању Лагуне објављује роман Змајева жена који говори о Јелени Гатилузио. Роман доноси истражене историјске чињенице о Јелени Гатилузио које су се могле наћи, а њен живот у Србији је измаштан, док је живот деспота Стефана дат кроз историјске чињенице о њему. Роман је могућа биографија Јелене Гатилузио уз описе историјских догађаја и битака о којима је могла да чује или им је могла присуствовати. Такође, у роману се описују средњевековна Митилена, Крушевац, Константинопољ и Београд, као и витешки Ред змаја и бића из словенске митологије (русалке, змај).

## Књижевно новинарство
Новинарску каријеру Ана Атанасковић је започела у модном часопису ELLE. Писала је за дипломатски часопис VipTripDiplomatic, Водич за живот, Сенсу, Илустровану политику, Лепоту & Здравље. Била је сарадница и многих сајтова као што су: хрватски књижевни портал CitajMe, руског InSerbia, онлајн издања Esquire, сајта Beograduzivo, часописа Enheduana, Културних новина, Калдрме, ВремеЗа, Инфопреводе (за који и даље пише).
Часопис издавачке куће Лагуна Букмаркер, преносио је њене текстове о књижевности.
Портал Infoprevodi такође је доносио текстове Ане Атанасковић: Књижевне хероине које су „терале по свом", Сви смо ми по мало Дон КихотПерси Биш Шели – песник, визионар и слободобранитељ Утицај Агате Кристи на свет.
Часопис Мајдан, који издаје клуб љубитеља књиге "Мајдан" из Костолца, објавио је пред крај 2023. године ауторкину прича о ванилицама под називом "Ванил из ванилице", посвећену Марселу Прусту. Иако је фокус приче на ванилицама, у причи описују Краљевски двор и посластичарница Пеливан, неколико дана пре бомбардовања Београда 1941. године.
У зборнику прича "Нијансе части" који је објављен пред крај 2024. године, једна од 32 одабране приче је и прича "Страхињица" Ане Атанасковић која се бави дешавањима у епској песми "Бановић Страхиња" али из угла Анђелије, његове супруге.

### Збирке прича
- Београдске мајске приче, (Књижевна омладина Србије, 2006)
- Београд је љубав, (Nine Horses Journey, 2017)

### Романи
- Дует душа, (Магнет, 2007)
- Јелена Анжујска, (Feniks libris, 2008)
- Моја љубав Никола Тесла, (Смарт студио, 2013)
- Краљица jоргована, допуњено издање романа Јелена Анжујска, (Само корак, 2019)
- Даворјанка Пауновић, (Ringier Axel Springer, 2020)
- Моја љубав Никола Тесла, прерађено издање, (Лагуна, 2021)
- Змајева жена, (Лагуна, септембар 2024)[15]

### Есеји
Пише есеје које су преносили и објављивали Балкански књижевни гласник, крушевачки књижевни часопис Багдала, Летопис Матице српске,  онлајн часопис Култ. Тексови на енглеском језику настали бавећи се књижевним новинарством објављивани су за британски књижевни журнал Agape Review. Магазин Prodigy објавио је њен текст о Кетрин Џонсон.
Године 2023. почела је да пише есеје о Београду за Политику (Културни додатак Политике). Почетком јануара 2024. године у Културном додатку Политике објављен је есеј под називом Кротитељ ветрова.
Есеј о циклусу слика из Ресника Надежде Петровић, под насловом Ресник Надежде Петровић, првобитно објављен у часопису Багдала, објављен је у првом броју онлајн магазина Арте (јануар 2024).

### Поезија
Осим прозе Ана Атанасковић пише и поезију. У збирци посвећеној краљици Елизабети II коју је издао британски часопис The Poet нашла се и њена песма написана на енглеском језику. Учествовала је у писању заједничке песме о Десанки Максимовић Путовање за часопис Enheduana. У зборнику У загрљају вечности објавила је песму посвећену Милунки Савић поводом 50 година од њене смрти.

## Преведене књиге
Роман Моја љубав Никола Тесла је преведен на енглески и македонски језик:
- My Love Nikola Tesla; YU biblioteka (САД), 2022.[19]
- Мојата љубов Никола Тесла; Ikona (Скопље, Северна Македонија), 2022.[20]

## Награде
Ана Атанасковић је добитница неколико значајних награда:
- (2008) - победница је конкурса за кратку причу о лаванди у организацији Бонуx-а и часописа Софиа.
- (2010) - победница је акције за најбољи приказ књиге Мој деда Луј Витон Исидоре Бјелице у организацији Лагуне и часописа Лиса.
- (2022) - добила је награду "Подвижник мира", коју додељује Удружење "Време и моје право" за допринос култури и српској и светској књижевности, за роман Моја љубав Никола Тесла, као и за досадашњи целокупан допринос нашој књижевности, са акцентом на роман Дует душа.